# Lignol-le-Château
Lignol-le-Château – miejscowość i gmina we Francji, w regionie Grand Est, w departamencie Aube.
Według danych na rok 1990 gminę zamieszkiwało 191 osób, a gęstość zaludnienia wynosiła 9 osób/km².

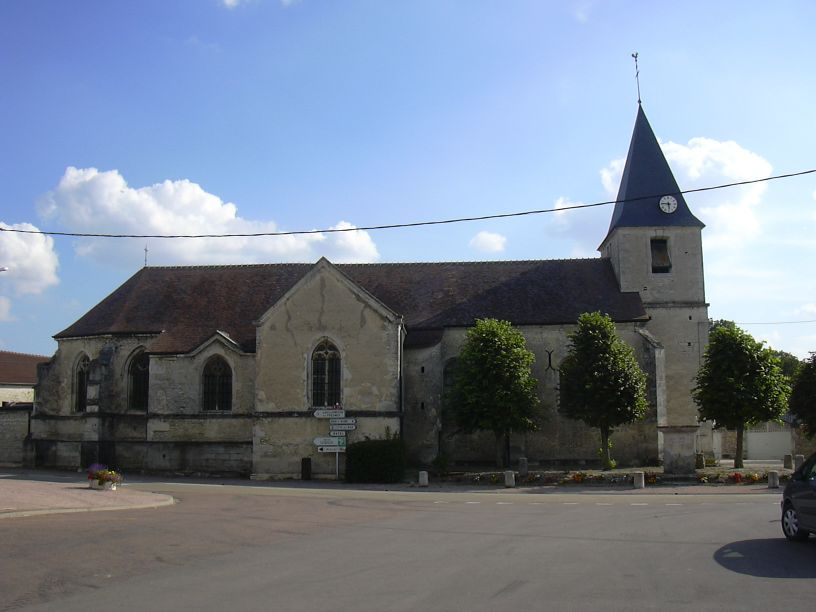
Kościół w Lignol-le-Château, 2005